# Paul Gasq
Paul Jean-Baptiste Gasq (1860 - 1944) es un escultor francés, nacido en  Dijon.  
Gasq fue alumno de la Escuela de Bellas Artes de Dijon y de la École des Beaux-Arts en París, donde obtuvo el Premio de Roma en 1890. También ganó un Gran Premio en la Exposición Universal de París (1900).

## Algunas obras
- grupo de mármol que simboliza la Educación Nacional, en la tumba de Eugène Spuller, Cementerio del Père-Lachaise, París, hacia 1896
- Medea, Jardín de las Tullerías, 1896
- estatua de mármol y bronce del presidente Marie François Sadi Carnot, Dijon, en la Place de la Republique, 1899, en colaboración con Mathurin Moreau (ver imagen)
- grupo de mármol, La Gloria de los Generales de la Revolución, en el Panteón de París
- fachada alegórica , grupo La Revelación artistica (o La Escultura) en el Grand Palais, París, 1900
- Relieve alegórico dorado, medallón de la fachada de la Embajada de Francia en Viena.(1904)

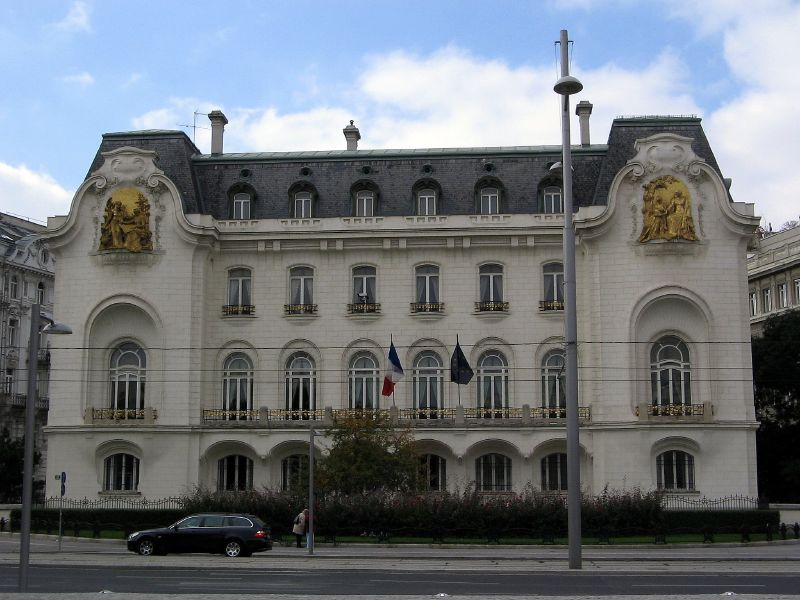
Fachada de la Embajada de Francia en Viena.

- Fuente Subé, (con sus compañeros Paul Auban y Louis Baralis), Reims, 1906
- bronce arquitectónico Verano e invierno para los grandes almacenes Whiteleys, en  Bayswater, Londres, 1911
- el relieve  La mobilización 1914, memorial de la Guerra en Dijon, 1923
- fuente monumental marina, Willette Square, Montmartre, París, 1932

- Wikimedia Commons alberga una categoría multimedia sobre Paul Gasq.